# Linia kolejowa Ligowo – Gatczyna
Linia kolejowa Ligowo – Gatczyna – linia kolejowa w Rosji łącząca stację Ligowo ze stacją Gatczyna Towarowa Bałtycka. Zarządzana jest przez region petersbursko-witebski Kolei Październikowej (część Kolei Rosyjskich). 
Linia położona jest w Petersburgu i w obwodzie leningradzkim. Na całej długości jest zelektryfikowana. Odcinek Ligowo – Krasnoje Sieło jest dwutorowy. Pozostała cześć linii jest jednotorowa.

## Historia
Odcinek Ligowo – Krasnoje Sieło został otwarty 14 czerwca?/26 czerwca 1859. W 1872 przedłużono linię do Gatczyny i została ona częścią Kolei Bałtyckiej. Początkowo leżała w Imperium Rosyjskim, następnie w Związku Sowieckim. Od 1991 znajduje się w granicach Rosji.